# North Augusta
North Augusta é uma cidade localizada no estado norte-americano de Carolina do Sul, no Condado de Aiken e Condado de Edgefield.

## Demografia
Segundo o censo norte-americano de 2000, a sua população era de 17.574 habitantes.
Em 2006, foi estimada uma população de 19.926, um aumento de 2352 (13.4%).

## Geografia
De acordo com o United States Census Bureau tem uma área de
45,5 km², dos quais 44,6 km² cobertos por terra e 0,9 km² cobertos por água. North Augusta localiza-se a aproximadamente 137 m acima do nível do mar.

## Localidades na vizinhança
O diagrama seguinte representa as localidades num raio de 12 km ao redor de North Augusta.